# Zaprzykopie (Zręczyce)
Zaprzykopie – część wsi Zręczyce w Polsce, położona w województwie małopolskim, w powiecie wielickim, w gminie Gdów.
W latach 1975–1998 Zaprzykopie administracyjnie należało do województwa krakowskiego.